# Acontia discolutea
Acontia discolutea är en fjärilsart som beskrevs av Embrik Strand 1917. Acontia discolutea ingår i släktet Acontia och familjen nattflyn. Inga underarter finns listade i Catalogue of Life.